# I’m Breathless
I’m Breathless: Music from and Inspired by the Film Dick Tracy — саундтрек американской певицы Мадонны, выпущенный 22 мая 1990 года, записан в целях промоушена фильма Дик Трейси, выпущенного летом 1990 года. Диск смешивает номерные саундтреки и песни, вдохновленные фильмом.

## Об альбоме
Альбом, в музыкальном плане, состоит преимущественно из бродвейских этюдов, джазовой, свинговой и биг-бэндовой музыки 1940-х годов, несмотря на это, однако, имеются оттенки современной поп-музыки, в том числе финальная песня «Vogue», которая представляет собой танцевальную композицию.
В целом, альбом получил смешанные отзывы от музыкальных критиков. Рецензенты похвалили номера Стивена Сондхайма, а также финальный трек «Vogue», а также вокал Мадонны, однако некоторые считают что песни, не вошедшие в сам фильм, имеют большую привлекательность. Этот альбом был коммерчески успешным, он достиг десятки лучших в Billboard 200 в США, а также в ряде других стран. Ассоциация звукозаписывающей индустрии Америки (RIAA) обозначила его как золотой, платиновый и двукратно платиновый 30 июля 1990 года, после двух миллионов продаж в США: он был продан тиражом более 7 миллионов копий по всему миру.
С альбома выпущено два сингла. Первый, «Vogue», стал одним из самых успешных и одним из самых продаваемых синглов в мире с продажами более 6 миллионов копий по всему миру и достиг первой строчки в чартах в более чем 30 странах мира. Успех «Vogue» поднял продажи альбома I’m Breathless, добавил публики в турне Мадонны Blond Ambition World Tour, и произвел солидную рекламу к фильму Дик Трейси. Следующий сингл, «Hanky Panky», также преуспел в коммерческом плане, достигнув десятки лучших в США и Великобритании. Лирика песни была отмечена критиками за двусмысленность и эротическую подоплёку.

## Живые выступления
Песня «Vogue» была включена в турне Мадонны — Blond Ambition World Tour. Затем живое выступление с «Vogue» на церемонии MTV Video Music Awards добавило широкой известности песне и видео с выступления было включено в релиз сборника «The Immaculate Collection». Мадонна и её танцоры выступали в костюмах в стиле Марии Антуанетты. На Мадонне было платье Мишель Пфайффер из фильма «Опасные связи».

## Список композиций
| №   | Название                                                    | Автор(ы)                                      | Продюсер(ы)                        | Длительность |
| --- | ----------------------------------------------------------- | --------------------------------------------- | ---------------------------------- | ------------ |
| 1.  | «He's a Man»                                                | Madonna, Patrick Leonard                      | Madonna, Leonard                   | 4:42         |
| 2.  | «Sooner or Later»                                           | Stephen Sondheim                              | Madonna, Билл Боттрелл             | 3:18         |
| 3.  | «Hanky Panky»                                               | Madonna, Leonard                              | Madonna, Leonard                   | 3:57         |
| 4.  | «I'm Going Bananas»                                         | Michael Kernan, Andy Paley                    | Madonna, Leonard                   | 1:41         |
| 5.  | «Cry Baby»                                                  | Madonna, Leonard                              | Madonna, Leonard                   | 4:04         |
| 6.  | «Something to Remember»                                     | Madonna, Leonard                              | Madonna, Leonard                   | 5:03         |
| 7.  | «Back in Business»                                          | Madonna, Leonard                              | Madonna, Leonard                   | 5:10         |
| 8.  | «More»                                                      | Sondheim                                      | Madonna, Боттрелл                  | 4:56         |
| 9.  | «What Can You Lose» (duet with Mandy Patinkin)              | Sondheim                                      | Madonna, Боттрелл                  | 2:08         |
| 10. | «Now I'm Following You» (Part I) (duet with Warren Beatty)  | Paley, Jeff Lass, Ned Claflin, Jonathan Paley | Madonna, Leonard                   | 1:37         |
| 11. | «Now I'm Following You» (Part II) (duet with Warren Beatty) | Paley, Lass, Claflin, Paley                   | Madonna, Leonard, Kevin Gilbert    | 3:18         |
| 12. | «Vogue»                                                     | Madonna, Shep Pettibone                       | Madonna, Pettibone, Craig Kostich* | 4:51         |

## Чарты и сертификаты
| Чарт                     | Место |
| ------------------------ | ----- |
| Australian Albums Chart  | 1     |
| Austrian Albums Chart    | 5     |
| Brazilian Albums Chart   | 1     |
| Canadian Albums Chart    | 2     |
| Dutch Albums Chart       | 8     |
| French Albums Chart      | 3     |
| German Albums Chart      | 1     |
| Hungarian Albums Chart   | 19    |
| Italian Albums Chart     | 2     |
| Japanese Albums Chart    | 1     |
| New Zealand Albums Chart | 2     |
| Norwegian Albums Chart   | 4     |
| Spanish Albums Chart     | 2     |
| Swedish Albums Chart     | 4     |
| Swiss Albums Chart       | 3     |
| U.K. Albums Chart        | 2     |
| U.S. Billboard 200       | 2     |

| Страна         | Сертификат  |
| -------------- | ----------- |
| Австрия        | Gold        |
| Бразилия       | Gold        |
| Канада         | 2× Platinum |
| Финляндия      | Gold        |
| Германия       | Gold        |
| Нидерланды     | Gold        |
| Испания        | 2× Platinum |
| Швейцария      | Gold        |
| Великобритания | 2× Platinum |
| США            | 2× Platinum |